# Jan Kårström
Jan Ivar Kårström (ur. 6 grudnia 1944 w Bromma) – szwedzki zapaśnik walczący w stylu klasycznym. Dwukrotny olimpijczyk. Szósty w Meksyku 1968 i dziesiąty w Monachium 1972. Walczył w kategorii 78 – 82 kg.
Brązowy medalista mistrzostw świata w 1967, a czwarty w 1969. Wicemistrz Europy w 1969. Zdobył cztery medale na mistrzostwach nordyckich w latach 1969 – 1975.